# まるなげカメラ
『まるなげカメラ』は、中京テレビの『オバケSUN』枠で放送されたバラエティ番組。
2017年1月4日の14:55 - に、新春特別番組『世界まるなげカメラ 海外旅行に行く人に突然カメラを渡したら…』が日本テレビ系列全国ネットで放送された。

## 出演者

### 第1回（オバケSUN版・2016年2月21日放送）
- オードリー
- タカアンドトシ

### 第2回（特別番組版・2017年1月4日放送）
MC
- 八嶋智人
- 綾部祐二（ピース）

ゲストパネラー
- 久本雅美
- ナオト・インティライミ
- 河北麻友子
- 又吉直樹（ピース）

## スタッフ
- 演出:川端鉄也
- ナレーター:田中良典（第2回）
- 構成:くらなり、堀江利幸
- SW:米田博之（第2回）
- CAM:日向野崇（第2回）
- MIX（第2回〜）:山田値久（第2回）
- AUD:瀧健太郎（第2回）
- 照明:香川和代（第2回）
- 音効:加藤つよし
- タイトル:ツボイヒロム
- 編集:照沼健太（照沼→第2回）、本間恵美（ヌーベルアージュ）
- MA:元木綾美（第2回）
- 美術（第2回〜）:柴田慎一郎（第2回）
- デザイン:（第2回〜）野口陽介（第2回）
- 協力:藤田匠＜第1回はスタジオモニター＞（東京藤田工業、第1回は技術協力）、ヌーベルバーグ、フジアール（ヌー・フジ→第2回）
- 編成:内藤庸介（第2回）
- 広報:山田有吉
- デスク:孫へりむ（第2回）
- AD:杉山玲奈
- ディレクター:伊藤航、村田欣也、黒石岳志●、杉本泰規、中谷陽介●、北原康太郎（●がつく者→第2回）
- プロデューサー:村井清隆、山脇由紀子
- 制作協力:いまじん
- 制作著作:中京テレビ

### 過去のスタッフ
- ナレーター:窪田等（第1回）
- 構成:内藤洋（第1回）
- SW:板倉康宏（第1回）
- AUD:板橋翔（第1回）
- CAM:水谷元保（第1回）
- 照明:斉藤直樹（第1回）
- 編集:宮島洋介（第1回）
- MA:高山元（第1回）
- 技術協力:NiTRO、キャトル（2つ共→第1回）
- 協力:地球の歩き方、株式会社アイエシイ・トラベル（2つ共→第1回）
- 編成:川畑宏海（第1回）
- デスク:伊林絵里（第1回）
- AD:長谷川智也、宮澤芽依（2人共→第1回）
- ディレクター:中山準士、神農貴洋（2人共→第1回）

## 関連番組
- 世界まるなげ旅行社